# Northfield (Ohio)
Northfield – wieś w Stanach Zjednoczonych, w stanie Ohio, w hrabstwie Summit.